# NS 1600 sorozat
Az NS 1600 sorozat egy B'B' tengelyelrendezésű holland villamosmozdony-sorozat volt. Megegyezik a francia SNCF BB 7200 sorozattal. Később a sorozatot átszámozták, az új neve NS 1800 sorozat lett. Összesen 58 db-ot gyártott belőle az Alsthom-Le Matériel de Traction Électrique 1981 és 1983 között.

## Mozdonyok nevei
Az összes mozdony el lett nevezve egy holland városról:
| - 1601 - Amsterdam - 1602 - Schiphol - 1603 - Zutphen - 1604 - Dordrecht - 1605 - Breda - 1606 - Harderwijk - 1607 - Vlissingen - 1608 - 's-Hertogenbosch - 1609 - Hoofddorp - 1610 - Hengelo - 1611 - Venlo - 1612 - Goes - 1613 - Roermond - 1614 - Schiedam - 1615 - Zandvoort - 1616 - Oldenzaal - 1617 - Assen - 1618 - Almelo - 1619 - Maastricht - 1620 - Arnhem | - 1621 - Deventer - 1622 - Haarlem - 1823 - Hilversum - 1824 - Alkmaar - 1625 - Sittard - 1826 - Meppel - 1827 - Gouda - 1828 - Apeldoorn - 1829 - Ede - 1830 - Zwolle - 1831 - Voorburg - 1832 - Nijmegen - 1833 - Bergen op Zoom - 1834 - Lelystad - 1835 - Enschede - 1836 - Heerenveen - 1837 - Amersfoort - 1838 - Groningen - 1839 - Leiden | - 1840 - Steenwijk - 1841 - Almere - 1842 - Weert - 1843 - Heerlen - 1844 - Roosendaal - 1845 - Middelburg - 1846 - Leeuwarden - 1847 - Delft - 1848 - Valkenburg - 1849 - Oss - 1850 - Den Haag - 1851 - Tilburg - 1852 - Utrecht - 1853 - Den Helder - 1854 - Geleen - 1855 - Eindhoven - 1856 - Hoogeveen - 1857 - Rotterdam - 1858 - Zaandam |